# Признание (фильм)
«Призна́ние» (фр. L'Aveu) — французский кинофильм режиссёра Коста-Гавраса, вышедший на экраны в 1970 году. Лента основана на одноимённой книге Артура и Лизы Лондонов и рассказывает о событиях 1952 (Процесс Сланского) и 1968 года (Пражская весна) в Чехословакии.

## Сюжет
Антон Людвик (он же Жерар) — заместитель министра иностранных дел Чехословацкой Социалистической Республики. Он догадывается, что за ним следят. Однажды его арестовывают и помещают в тюрьму в одиночную камеру без объяснения причин. Показываются психические пытки во время следствия и то, как добропорядочного высокопоставленного чиновника заставляют признаться в измене. Фильм основан на реальной истории чехословацкого коммуниста Артура Лондона.

## В ролях
- Ив Монтан — А. Л. / Артур Лондон (Жерар)
- Симона Синьоре — мадам Л. / Лиза Лондон
- Габриэле Ферцетти — Когоутек
- Мишель Витоль — Смола
- Жан Буиз — директор завода
- Ласло Сабо — секретный агент
- Моника Шометт
- Ги Мересс — доктор
- Марк Эйро — политик
- Жерар Дарьё — полицейский
- Жиль Сегал
- Чарльз Мулен
- Николь Вервиль
- Жорж Обер — Тонда
- Андре Селлье

## Награды
- 1971 — номинация на премию BAFTA в категории «Награда ООН».
- 1971 — номинация на премию «Золотой глобус» за лучший фильм на иностранном языке.
- 1971 — попадание в список лучших иностранных фильмов по версии Национального совета кинокритиков США.
- 1971 — премия «Серебряная лента» Национального синдиката киножурналистов Италии за лучшую режиссуру иностранного фильма (Коста-Гаврас).
- 1971 — приз Sant Jordi (Испания) за лучший иностранный фильм (Коста-Гаврас).